# Rudolf Niejahr
Wilhelm Karl Hans Rudolf Niejahr (* 4. August 1889 in Stralsund; † 4. November 1950 in Waldheim) war ein deutscher Richter, der wegen seiner Tätigkeit im NS-Staat 1950 in den Waldheimer Prozessen zum Tode verurteilt und hingerichtet wurde.
Rudolf Niejahr studierte (1908) in Rostock Jura. Er war promoviert.
Der Jurist Niejahr trat zum 1. Mai 1933 der NSDAP bei (Mitgliedsnummer 3.064.778), übte dort die Funktion eines NS-Rechtsberaters aus und war Mitglied des NS-Rechtswahrerbundes. Von 1936 bis 1945 war er als Oberlandesgerichtsrat beim Oberlandesgericht Stettin tätig und ab 1942 Vorsitzender einer Kammer des Sondergerichts Stettin, welche spezielle Straffälle verhandelte. Dabei bearbeitete er mindestens 200 Fälle wegen unwahrer Behauptungen, Verleumdungen und Sittlichkeitsverbrechen. Nach dem „Heimtückegesetz“ verurteilte er mehr als 30 Personen zu Freiheitsstrafen. Er fällte auch ca. zehn bis zwölf Todesurteile.
Dem Urteil fehlte in der Begründung ein Eingehen auf die einzelnen Fälle, bei denen es nicht sicher war, ob die Strafen auch vollstreckt worden waren.
Niejahr wurde nach Haft in einem sowjetischen Speziallager 1950 durch das Landgericht Chemnitz zum Tode verurteilt und nach dem Scheitern der Berufung hingerichtet. Das Gnadengesuch war abgelehnt worden.

## Einzelbelege
1. ↑  Matrikel. Abgerufen am 2. März 2019.
2. ↑  Neue Justiz. Deutscher Zentralverlag, 1997, abgerufen am 2. März 2019.
3. ↑  Bundesarchiv R 9361-IX KARTEI/30571328

| Personendaten    | Personendaten                                          |
| ---------------- | ------------------------------------------------------ |
| NAME             | Niejahr, Rudolf                                        |
| ALTERNATIVNAMEN  | Niejahr, Wilhelm Karl Hans Rudolf (vollständiger Name) |
| KURZBESCHREIBUNG | deutscher Richter und Waldheim-Verurteilter            |
| GEBURTSDATUM     | 4. August 1889                                         |
| GEBURTSORT       | Stralsund                                              |
| STERBEDATUM      | 4. November 1950                                       |
| STERBEORT        | Waldheim                                               |